# Proplastidio

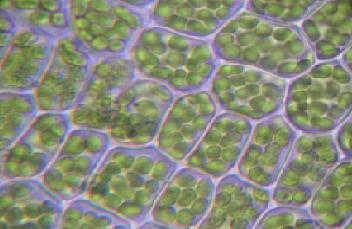
Células vegetales con cloroplastos visibles

Los proplastidios son los cloroplastos juveniles. Los cloroplastos son orgánulos semiautónomos con ADN circular y sin histonas, con ribosomas:70S.
Internamente están formados por: un sistema de membranas y estroma.

## Sistema de membranas
Tilacoides, granas, membranas intergrana y pigmentos.

## Estroma
ADN, proteínas y ribosomas.

## Sitios activos de la fotosíntesis
Color verde: clorofilas a y b (en la membrana de los tilacoides) y carotenos. Poseen forma discoidal (4-6 um). Célula del mesófilo tienen entre 40 - 50.
La formación de cloroplastos y pigmentos asociados es mediada por ambos ADN, pero el control es nuclear. La mayoría de las proteínas de los plastidios son sintetizadas en el citoplasma y luego transportadas al interior del cloroplasto.
- Datos: Q1751421